# روزهای سگی (فیلم ۲۰۰۱)
روزهای سگی (آلمانی: Hundstage) یک فیلم درام اتریشی به کارگردانی اولریش زایدل است که در سال ۲۰۰۱ منتشر شد. از بازیگران آن می‌توان به فرانزیسکا وایس و گئورگ فریدریش اشاره کرد.